# 廣播風暴
同一个计算机网络上廣播及多播訊號的累積，就会造成網路廣播風暴现象（又称网络环路）。大量的广播或多播信号会佔用大量的網路頻寬而使正常網路信號無法流通。

## 成因
一般來說，網路廣播風暴的成因是以太网中出现了路由回路。工作在数据链路层的交换机收到广播包（帧）时，会原样复制该包到除源端口外的所有端口。而链路层协议并未有数据帧最大生存时间（TTL）相关协议，因此路由回路的出现，就会使广播包永久保留在回路中，使得交换机不断重复广播，造成网络拥塞。

## 预防方法
- 从物理上检查有无回路，妥善管理交换机，防止意外连线。
- 划分VLAN，隔绝广播域。
- 配置路由器及防火墙以及时检测并阻止广播风暴。